# Brackwespen

Adern in den Flügeln

Die Brackwespen (Braconidae) sind eine Familie innerhalb der Ordnung der Hautflügler. Sie gehören zu den Legimmen. Zusammen mit den Ichneumonidae, den Schlupfwespen im engeren Sinne, bilden sie die Überfamilie der Ichneumonoidea.

## Merkmale
Brackwespen sind meist kleine bis mittelgroße Wespen mit sehr vielfältigem Körperbau, der in den verschiedenen Unterfamilien vielgestaltig abgewandelt ist. Sie sind im Durchschnitt kleiner als die Vertreter der Ichneumonidae, aber daran nicht erkennbar, weil die Größe breit überlappt und es einige recht große Arten gibt. Als Vertreter der Überfamilie Ichneumonoidea sind sie am leichtesten an der hohen Zahl von Fühlergliedern (mindestens 16, oft viel mehr) und dem Bau der Sternite am freien Hinterleib (Metasoma oder Gaster) erkennbar. Diese bestehen immer aus einem stark sklerotisierten basalen und einem schwach sklerotisierten, membranösen hinteren Abschnitt, dies ist insbesondere am ersten Segment sehr charakteristisch. Gegen die Aculeata sind sie z. B. auch durch den in zwei Abschnitte geteilten Trochanter der Beine differenzierbar, dies haben sie mit den meisten Legimmen gemeinsam. Im Flügel ist immer ein Flügelmal (Pterostigma) ausgebildet. Außerdem sind im Vorderflügel die vorderen Längsadern alle verschmolzen. Eine Costalzelle fehlt in der Regel, wenn sie (selten) vorhanden ist, ist sie extrem schmal. Dadurch sind nur zwei geschlossene Zellen im basalen Teil des Vorderflügels erkennbar. Bei beiden Familien kommen allerdings auch flügellose Arten vor.
Die Unterscheidung der Braconidae von den Ichneumonidae ist nicht immer einfach. Charakteristisch ist vor allem ein Merkmal im Flügelgeäder. Nur bei den meisten Ichneumonidae ist im distalen hinteren Abschnitt des Vorderflügels die Querader 2m-cu ausgebildet, bei den Braconidae fehlt sie. Im Hinterflügel zweigt die Querader rs-m ab, nachdem die Radiusschaltader (Rs) von der verschmolzenen Längsader (C-R-Rs) abgezweigt ist, bei den Ichneumonidae sitzt diese Querader hingegen vor der Verzweigung an der verschmolzenen Ader an. Bei zahlreichen Braconidae (viel seltener bei den Ichneumonidae) ist das Flügelgeäder allerdings reduziert, vor allem bei den sehr kleinen Arten. Flügellose Ichneumonidae und Braconidae sind überhaupt nicht ohne weiteres unterscheidbar, hier muss in der Regel die Unterfamilie bestimmt werden.

## Lebensweise

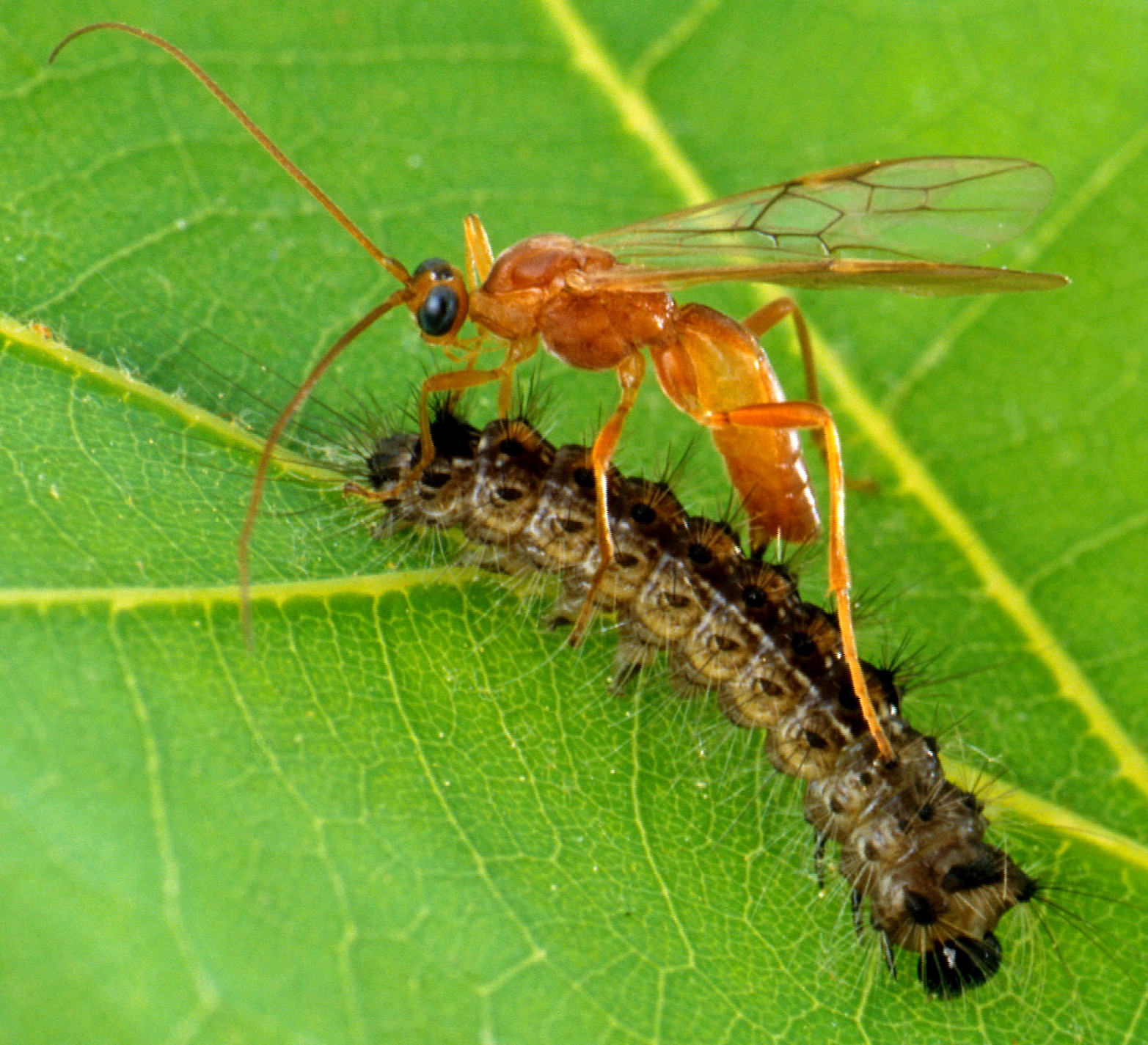
Eiablage der Brackwespe Aleiodes indiscretus (Rogadinae) in eine Mottenlarve

Brackwespen sind Parasitoide, da sie sich im Jugendstadium parasitisch von anderen Insektenlarven ernähren. Fast alle Vertreter der Familie entwickeln sich im Inneren ihres weiterlebenden und weiterwachsenden Wirts (koinobionte Endoparasitoide). Idiobionte Parasitoide, die den Wirt lähmen oder töten und dann (in der Regel als Ektoparasitoide) an ihm fressen, kommen vor, sind aber in der Familie selten (im Wesentlichen: Doryctinae, Rogadinae und Braconinae). In vielen Fällen verlässt das letzte Larvenstadium allerdings den Wirt und frisst von außen weiter. Im Gegensatz zu ihrer Schwesterfamilie Ichneumonidae sind unter den Brackwespen sehr wenige Hyperparasitoide (Parasitoide anderer Parasitoide) zu finden. Tatsächlich sind echte Hyperparasitoide sogar vollkommen unbekannt, es gibt allerdings einige Arten, die adulte Schlupfwespen parasitieren (Unterfamilie Euphorinae), oder die Hymenopterenlarven parasitieren, die ihren Wirt zur Verpuppung verlassen haben (Unterfamilie Meteorideinae). Für die koinobionten Parasitoide weiterwachsender Wirte besteht das Problem, mit der Immunabwehr ihres Wirts fertigwerden zu müssen. Ähnlich ihrer Schwesterfamilie Ichneumonidae setzen Brackwespen der Unterfamilie Microgastrinae und einiger anderer (aber nicht aller) Unterfamilien auch symbiontische Polydnaviren ein, die vom Weibchen bei der Eiablage mitgegeben werden. Die Viren (als Bracoviren bezeichnet, zu den Polydnaviridae gehörend) vermehren sich nur in der Wespe, nicht im Wirt weiter. Sie bilden hier stabile, ins Genom integrierte Proviren. In den Eierstöcken der Weibchen replizieren sie stark und bilden zahlreiche Virionen. Wird der Wirt (in der Regel eine Schmetterlingsraupe) gestochen, werden auch die Viren appliziert. Sie infizieren die Immunzellen der Raupe und unterdrücken so die Immunabwehr. Arten der Unterfamilien Agathidinae und manche Aphidiinae stechen bei der Eiablage in Ganglien des Nervensystems. Meist erfolgt die Eiablage aber in die Leibeshöhle (Haemocoel) des Wirts. Die Eier sind meist sehr klein, sie schwellen im Wirt durch Aufnahme von Flüssigkeit mit Nährstoffen deutlich an. Zahlreiche Zellen des Eis, die nicht zum Embryo gehören, werden beim Schlupf der Larve frei und leben und wachsen anschließend weiter. Diese sogenannten Teratocyten tragen zur Ernährung der Larve bei. Mögliche andere Rollen der Teratocyten (z. B. bei der Immunsuppression) werden vermutet, sind aber nicht sicher nachgewiesen. Wie auch viele andere Parasitoide besitzen viele Brackwespen ein spezialisiertes erstes Larvenstadium mit vergrößerten, sichelförmigen Mandibeln und zahlreichen Anhängen (z. B. Schwanzfäden), die die Beweglichkeit vergrößern. Dieses nimmt keine Nahrung auf. Seine Aufgabe ist die Bekämpfung anderer Parasitoidenlarven derselben oder anderer Arten, die es im Wirt möglicherweise antrifft.
Die Entwicklungsgeschwindigkeit der meisten Brackwespenlarven fast aller Unterfamilien im Wirt kann außergewöhnlich schnell sein, so dass alle Larvenstadien in wenigen Tagen durchlaufen werden. Die Zahl der Larvenstadien ist nur bei wenigen Arten bestimmt worden und oft unsicher, von drei, vier oder fünf Larvenstadien wird berichtet. Das letzte (oder das vorletzte) Larvenstadium verlässt zur Verpuppung meist den Wirt. Wie der Darm aller Apocrita ist derjenige der Brackwespenlarven bis unmittelbar vor der Verpuppung vor dem Enddarm geschlossen, erst jetzt wird der gesamte Kot als sogenanntes Meconium abgegeben (selten wird er sogar bis zum Ausschlüpfen der Imago zurückgehalten). Die Verpuppung erfolgt in einem selbst erzeugten Gespinst (Ausnahme: Opiinae, hier ohne Gespinst). Die Opiinae und einige andere verpuppen sich nicht frei, sondern innerhalb des Wirts. Gruppen, in denen zahlreiche Parasitoidenlarven im selben Wirt leben (Gregärparasitoide), bilden manchmal große gemeinsame Verpuppungsgespinste aus. In Regionen mit Winterkälte wie in Mitteleuropa überwintern die meisten Brackwespen als verpuppungsbereite Altlarve (oder "Präpuppe") im Verpuppungsgespinst.
Hautflügler als Wirte sind in der Familie generell sehr selten, sie kommen vor bei den Ichneutinae und wenigen Doryctinae, Rogadinae und Braconinae. Die artenreichen Unterfamilien Opiinae und Alysiinae sind Parasitoide von Fliegenmaden (Teilordnung Cyclorrhapha). Weitere verbreitete Wirte sind vor allem Käferlarven und Schmetterlingsraupen, seltener andere Ordnungen wie Netzflügler (Neuroptera), Heuschrecken, Termiten, Schnabelfliegen (Mecoptera). Heuschreckenlarven als Wirte sind extrem selten (bisher nur zwei Arten bekannt, eine aus Australien, die andere aus Malaysia), aber bisher nur bei den Braconidae unter den Hymenoptera überhaupt bekannt geworden. Die Unterfamilie Aphidiinae ist spezialisiert auf Blattläuse, sie stellen wichtige Antagonisten dieser oft als Schädlinge in der Landwirtschaft gefürchteten Gruppe und gelten deshalb als Nützlinge.
Bei einigen Teilgruppen (zum Beispiel der Unterfamilie Cheloninae) legt das Weibchen sein Ei in das Ei seines Wirts, die ausschlüpfende Brackwespenlarve frisst dann in der ausgeschlüpften Wirtslarve. Echte Eiparasitoide (die bereits aus dem Wirtsei schlüpfen) gibt es bei den Brackwespen allerdings keine. Die Arten der Unterfamilien Neoneurinae, Euphorinae und zahlreiche Aphidiinae sind Parasitoide ausgewachsener (imaginaler) Insekten, die Aphidiinae von Blattläusen, die Euphorinae bei einer Vielzahl von Ordnungen, aber besonders häufig von Käfern (Curculionidae, Chrysomelidae), die Neoneurinae im Abdomen von Ameisen. Die meisten anderen Braconidae parasitieren Larven ihrer Wirte, die sie, meist kurz vor deren Verpuppung, auch direkt wieder verlassen. Parasitoide, die erst im Puppenstadium des Wirts ausschlüpfen, oder direkte Parasitoide von Puppen sind unter den Brackwespen selten (wenige schlüpfen aus Fliegen-Puparien).

## Unterfamilien
Mittlerweile sind über 12.000 Arten in ca. 1.000 Gattungen und 45 Unterfamilien beschrieben, man schätzt daher, dass es insgesamt zwischen 40.000 und 50.000 Spezies gibt. Damit sind die Brackwespen eine der artenreichsten Familien der Insekten. In Europa sind die Brackwespen mit 33 Unterfamilien und über 3.300 Arten vertreten.
- Adeliinae
- Agathidinae
  - Bassus (B. calculator)
  - Earinus (E. elator)
- Alysiinae
- Amicrocentrinae
- Aphidiinae
  - Aphidius (A. colemani)
- Apozyginae
- Betylobraconinae
- Blacinae
- Braconinae
  - Atanycolus
  - Bracon (B. nigriventris)
  - Habrobracon (H. hebetor)
  - Iphiaulax (I. impostor)
- Cardiochilinae
- Cenocoeliinae
- Cheloninae
  - Chelonus
- Dirrhopinae
- Doryctinae
  - Spathius (S. erythrocephalus, S. exarator)
- Ecnomiinae
- Euphorinae
  - Dinocampus (D. coccinellae)
  - Zele (Z. albiditarsus)
- Exothecinae
  - Colastes (C. braconius)
- Gnamptodontinae
- Helconinae
  - Wroughtonia (W. spinator)
- Histeromerinae
- Homolobinae
- Hormiinae
- Khoikhoiiinae
- Ichneutinae
- Macrocentrinae
- Masoninae
- Mendesellinae
- Mesostoinae
- Meteorideinae
- Microgastrinae
  - Apanteles (A. adjunctus)
  - Cotesia (C. glomerata)
  - Microplitis
- Microtypinae
- Miracinae
- Neoneurinae
  - Kollasmosoma (K. sentum)
- Opiinae
  - Biosteres (B. rusticus)
- Orgilinae
- Pselaphaninae
- Rhyssalinae
- Rogadinae
  - Aleiodes (A. indiscretus, A. praetor, A. shakirae)
- Sigalphinae
- Telengaiinae
- Trachypetinae
- Vaepellinae
- Ypsistocerinae
- Xiphozelinae